# Londýnská smlouva (1839)
19. dubna 1839 byla v Londýně podepsána smlouva mezi evropskými velmocemi (Rakousko-Uhersko, Německo, Francie, Británie, Rusko), Spojeným královstvím nizozemským a Belgickým královstvím. Byla výsledkem neúspěšných jednání z roku 1831, jež reagovaly na belgickou revoluci a osamostatnění Belgie, a která Nizozemci tehdy odmítli uzavřít jakoukoli dohodou. Byla také výsledkem jednání na londýnské konferenci, jež probíhala v letech 1838–1839. Na základě smlouvy evropské mocnosti i Nizozemsko uznaly nezávislost Belgie a vyžádaly si její "trvalou neutralitu". Smlouva také zásadně ovlivnila dějiny Lucemburska. Především od něj odtrhla velkou část území a přidělila ho Belgii.

## Vývoj
Od Vídeňského kongresu v roce 1815 byla Belgie součástí Spojeného království nizozemského. V roce 1830 se Belgičané odtrhli a založili nezávislé Belgické království. Následovalo mezinárodní urovnání v roce 1831. Nebylo však přijato Nizozemci, kteří Belgii na podzim 1831 vojensky napadli. Proti nim vystoupila francouzská armáda. Poté, co v roce 1832 dobyla Antverpy, dohodly se Belgie a Nizozemsko na příměří. O několik let později Nizozemsko přišlo s návrhem, že uzná Belgii výměnou za vydání některých sporných území. Britové toto řešení podpořili a dotlačili ostatní velmoci k souhlasu s tímto kompromisem na londýnské konferenci.
Smlouvou z 19. dubna 1839 se tak jižní provincie Nizozemska, de facto nezávislá od roku 1830, stala mezinárodně uznávaným Belgickým královstvím, zatímco provincie Limburg byla rozdělena na belgickou a nizozemskou část. Lucemburské velkovévodství bylo dáno do personální unie s Nizozemskem a zároveň se stalo členem Německého spolku. Smlouva velkovévodství také rozdělila. Ztratilo dvě třetiny svého území ve prospěch nové belgické provincie Lucemburk. Lucembursku zbyla jen třetina původního území a polovina původního obyvatelstva. Toto uspořádání bylo potvrzeno Londýnskou smlouvou z roku 1867, známou též jako „Druhá londýnská smlouva“, a trvalo až do smrti velkovévody Viléma III. 23. listopadu 1890.

## Důsledky
Smlouva se stala základním kamenem evropského mezinárodního práva. Sehrála velkou roli v událostech, které vedly k první světové válce. Při vystupňování napětí v létě 1914 byla 31. července 1914 nařízena mobilizace belgické armády a belgický král zároveň upozornil na skutečnost, že Německo, Británie a Francie jsou smluvně zavázány bránit neutralitu Belgie. Když Německá říše napadla Belgii v srpnu 1914 v rozporu se smlouvou, Spojené království vyhlásilo 4. srpna Německu válku. Německý kancléř Theobald von Bethmann Hollweg, který byl britským velvyslancem informován, že Británie půjde do války s Německem kvůli jeho porušení belgické neutrality, prohlásil, že nemůže uvěřit, že by Británie tak činila kvůli pouhému „kousku papíru“. Britové popravdě smlouvou k reálné akci zavázáni nebyli, především se obávali německé hegemonie v západní Evropě a obrana belgické neutrality se jim stala spíše záminkou, jak se shoduje většina moderních historiků. Belgie princip neutrality opustila až po druhé světové válce.

## Platnost
Smlouva není v mezinárodním právu zcela vyčpělou a překonanou. Zaručovala například Belgii právo na tranzit po železnici přes nizozemské území do německého Porúří - po tzv. železnici Železný Rýn. V roce 2004 Belgie požádala o znovuotevření této železniční tratě. Byl to důsledek rostoucí přepravy zboží mezi přístavem Antverpy a německým Porúřím, která byla ve většině řešena silniční dopravou, což vyvolávalo kritiku ekologů. Po sérii neúspěšných jednání se belgická a nizozemská vláda dohodly, že předloží záležitost Stálému rozhodčímu soudu v Haagu a budou respektovat jeho rozhodnutí. V rozhodnutí ze dne 24. května 2005 soud uznal belgická práva, a to právě na základě smlouvy z roku 1839. Arbitrážní soud však také přiřkl Belgii povinnost financovat modernizaci trati, zatímco Nizozemsko muselo financovat jen opravy a údržbu. Obě země se pak musely podělit o náklady na tunel pod přírodní rezervací.